# 윈푸시
윈푸(운부, 중국어: 云浮, 병음: Yúnfú)는 중화인민공화국 광둥성 서부에 위치한 지급시이다.

## 지리
북쪽으로 자오칭, 동쪽으로 포산, 남동쪽으로 장먼, 남쪽으로 양장, 남서쪽으로 마오밍과 접하고 서쪽으로 광시 좡족 자치구와 접한다.
아열대 기후대에 위치하여 연중 온화하고 일조량과 강수량이 풍부하다. 연평균 기온은 22 °C이고 연평균 강수량은 1670.5mm이며 연일조시간은 1418시간이다. 강수량의 연중 분포는 고르지 않다. 봄은 흐리고 비가 적게 오고 여름은 비와 폭풍이 많으며 가을은 시원하고 겨울은 맑고 비가 적다.

### 기후
| 윈푸시의 기후                                                 | 윈푸시의 기후 | 윈푸시의 기후 | 윈푸시의 기후 | 윈푸시의 기후 | 윈푸시의 기후 | 윈푸시의 기후 | 윈푸시의 기후 | 윈푸시의 기후 | 윈푸시의 기후 | 윈푸시의 기후 | 윈푸시의 기후 | 윈푸시의 기후 | 윈푸시의 기후   |
| 월                                                            | 1월           | 2월           | 3월           | 4월           | 5월           | 6월           | 7월           | 8월           | 9월           | 10월          | 11월          | 12월          | 연간            |
| ------------------------------------------------------------- | ------------- | ------------- | ------------- | ------------- | ------------- | ------------- | ------------- | ------------- | ------------- | ------------- | ------------- | ------------- | --------------- |
| 역대 최고 기온 °C (°F)                                        | 28.7 (83.7)   | 32.6 (90.7)   | 34.0 (93.2)   | 35.0 (95.0)   | 36.1 (97.0)   | 37.5 (99.5)   | 38.3 (100.9)  | 39.1 (102.4)  | 38.1 (100.6)  | 35.3 (95.5)   | 33.3 (91.9)   | 29.6 (85.3)   | 39.1 (102.4)    |
| 일평균 최고 기온 °C (°F)                                      | 18.1 (64.6)   | 19.8 (67.6)   | 22.2 (72.0)   | 26.7 (80.1)   | 30.4 (86.7)   | 32.5 (90.5)   | 33.5 (92.3)   | 33.2 (91.8)   | 31.6 (88.9)   | 29.0 (84.2)   | 24.9 (76.8)   | 20.2 (68.4)   | 26.8 (80.3)     |
| 일일 평균 기온 °C (°F)                                        | 13.2 (55.8)   | 15.1 (59.2)   | 18.0 (64.4)   | 22.4 (72.3)   | 25.7 (78.3)   | 27.6 (81.7)   | 28.3 (82.9)   | 28.0 (82.4)   | 26.6 (79.9)   | 23.5 (74.3)   | 19.3 (66.7)   | 14.7 (58.5)   | 21.9 (71.4)     |
| 일평균 최저 기온 °C (°F)                                      | 10.0 (50.0)   | 12.0 (53.6)   | 15.2 (59.4)   | 19.4 (66.9)   | 22.5 (72.5)   | 24.5 (76.1)   | 24.9 (76.8)   | 24.7 (76.5)   | 23.2 (73.8)   | 19.7 (67.5)   | 15.4 (59.7)   | 11.0 (51.8)   | 18.5 (65.4)     |
| 역대 최저 기온 °C (°F)                                        | 1.0 (33.8)    | 2.1 (35.8)    | 2.9 (37.2)    | 8.6 (47.5)    | 13.3 (55.9)   | 17.8 (64.0)   | 20.9 (69.6)   | 21.9 (71.4)   | 15.1 (59.2)   | 9.3 (48.7)    | 3.8 (38.8)    | −1.3 (29.7)   | −1.3 (29.7)     |
| 평균 강수량 mm (인치)                                         | 54.5 (2.15)   | 48.1 (1.89)   | 88.4 (3.48)   | 167.5 (6.59)  | 217.0 (8.54)  | 242.8 (9.56)  | 211.2 (8.31)  | 251.2 (9.89)  | 180.3 (7.10)  | 69.4 (2.73)   | 43.2 (1.70)   | 38.7 (1.52)   | 1,612.3 (63.46) |
| 평균 강수일수 (≥ 0.1 mm)                                      | 9.1           | 10.5          | 15.5          | 16.1          | 17.8          | 19.3          | 17.4          | 17.7          | 12.5          | 5.8           | 5.9           | 6.3           | 153.9           |
| 평균 상대 습도 (%)                                            | 78            | 80            | 83            | 83            | 83            | 83            | 80            | 82            | 80            | 75            | 75            | 74            | 80              |
| 평균 월간 일조시간                                            | 87.8          | 71.3          | 56.8          | 80.3          | 118.8         | 141.3         | 177.2         | 170.6         | 156.6         | 165.3         | 142.4         | 126.4         | 1,494.8         |
| 가능 일조율                                                   | 26            | 22            | 15            | 21            | 29            | 35            | 43            | 43            | 43            | 46            | 43            | 38            | 34              |
| 출처: 중국기상국 (평년값: 1991년~2020년, 극값: 1981년~2010년) |               |               |               |               |               |               |               |               |               |               |               |               |                 |

## 역사
당대의 742년에 운부군(雲浮郡)이 설치되었고 명대의 1577년에 동안현(東安縣)으로 개칭되어 청말까지 동안의 지명이 사용되었다.
중화민국이 성립하면서, 1914년에 윈푸 현으로 다시 개칭되었고 중화인민공화국 성립 후의 1958년 11월에 인접하는 신싱 현과 합병해 신윈 현(新雲县)이 성립했다. 그 후 신싱 현(新興县)으로 개칭되었지만 1961년 4월에 윈푸 현이 재차 부활하였다. 1992년 9월에 윈푸 시로 승격해 현급시가 되었고, 이후 1994년 4월 5일, 지급시로 승격해 현재에 이르고 있다.

## 교통
324번 국도가 도시를 통과하고 시멘트로 포장된 도로로 각각의 진과 향에 접근할 수 있다. 광둥과 광시를 연결하는 광저우-우저우 고속도로로 윈푸에서 중국 남서부의 도시들로 쉽게 이동할 수 있다. 싼수이-마오밍 철도 또한 도시 전체를 통과하고 뤄양-잔장 철도와 연결된다. 서강의 100km 길이의 수로가 있고 홍콩으로 직접 화물을 보내는 것이 가능하다.

## 언어
한족 이외에도 야오족, 좡족, 둥족 등의 소수민족이 거주하고, 긴 역사 동안 서로 서로 영향을 주어 다양한 언어가 사용되고 있다. 주요 언어로는 윈푸 백화, 하카어, 민난어, 고어가 있다.
윈푸 백화는 광둥어의 한 방언으로, 시내에서 가장 사용자가 많은 언어이다. 또 고어는 뤄딩 지방의 방언이다.

## 행정 구역

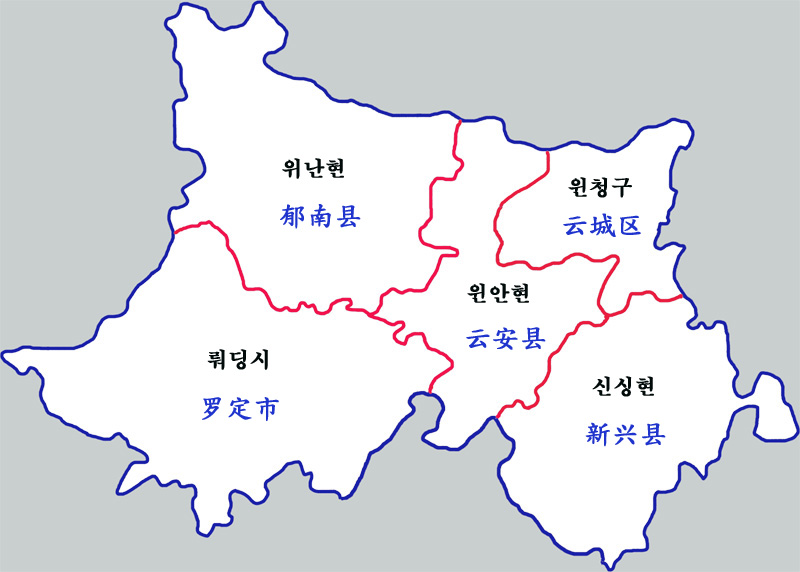
윈푸시 현급 행정구역

2개의 시할구, 1개의 현급시, 2개의 현을 관할한다.
시할구
- 윈청 구(云城区)
- 윈안 구(云安区)

현급시
- 뤄딩 시(罗定市)

현
- 신싱 현(新兴县)
- 위난 현(郁南县)

## 자원

### 토지 자원
윈푸의 총 면적은 7,779km2이고 186만 8200무의 경작지와 135만 3700무의 논밭을 포함한다. 총 면적에서 산지는 60.5%를 차지하고 구릉이 30.7%를 차지하여 윈푸는 전형적인 산지 도시이다. 도시의 총 인구는 260만 900명이고 비농업인구는 88만 7000명, 농업인구는 171만 3900명이고 1인당 경지면적은 0.718무이다.

### 광물 자원
52가지의 광물 자원이 발견되었고 23가지가 채굴되고 있다. 금속 광물로는 금, 은, 구리, 철, 주석, 아연, 망간 등이 있고 비금속 광물로는 백운암, 대리석, 화강암, 중정석, 운모, 고령토, 석회석, 점토, 포타슘 장석, 광천수, 지열 등이 있다. 2002년 말에 도시에 확인된 광산 수는 총 254개이다.